# Сёдерберг, Яльмар
Яльмар Сёдерберг (швед. Hjalmar Söderberg; 2 июля 1869, Стокгольм — 14 октября 1941, Копенгаген) — шведский писатель и журналист. Дебютировал романом «Заблуждения» (швед. Förvillerser, 1895), который был обвинен в порнографичности. Самое известное произведение Сёдерберга — роман «Доктор Глас» (швед. Doktor Glas, 1905). В прессе выступал против нацизма. Лауреат стипендии Фрёдинга 1941.

## Биография
Яльмар Сёдерберг родился и провёл детство в Стокгольме. Учился в Уппсальском университете с 1890 по 1891 год.
В 1899 году женился на Мэрте Абениус (швед. Märta Abenius). В этом браке у писателя родилось трое детей: Дора (1899), Том (1900) и Микаэль (1903). После 1906 года жил в Копенгагене и Фредериксберге.
В августе 1907 года Сёдерберг познакомился с Эмелией Восс (швед. Emelie Voss), а в 1910 году у них родилась дочь Бетти. Они поженились только в 1917 году после официального развода Сёдерберга. Дочь Бетти (дат. Betty Söderberg, 1910—1993) впоследствии стала знаменитой датской актрисой.
К концу жизни Сёдерберг все меньше внимания уделял художественной литературе, увлекшись публицистикой.

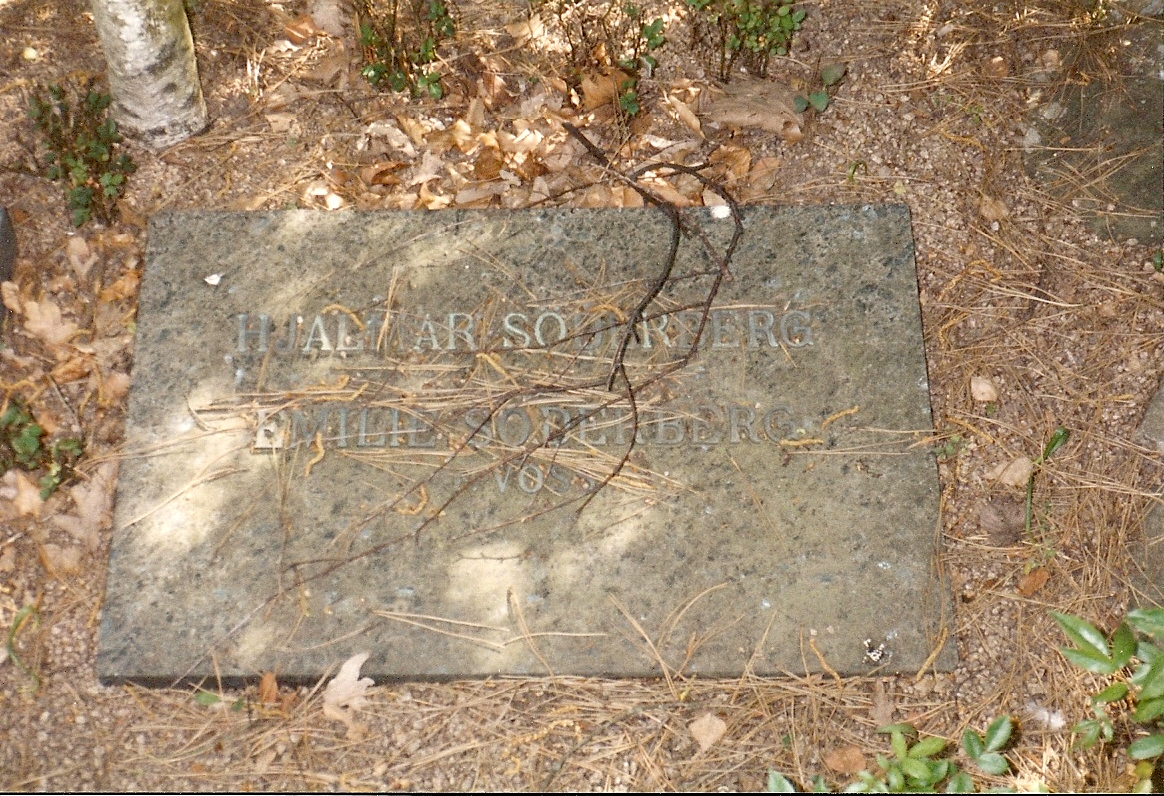
Могила Яльмара Сёдерберга

Сёдерберг умер 14 октября 1941 года в городской больнице Копенгагена. Похоронен в фамильном склепе на Западном кладбище Копенгагена.
Сразу после смерти вышли его книги «Последняя книга» (Sista boken, 1942) и «Избранное» (Samlade verk, 1943). В 1969 году была опубликована переписка Сёдерберга с другим шведским писателем Бу Бергманом под названием «Дорогой Ялле, дорогой Бу» (швед. Kära Hjalle, kära Bo).
Дочь — актриса Драматен Дора Сёдерберг (1899—1990).

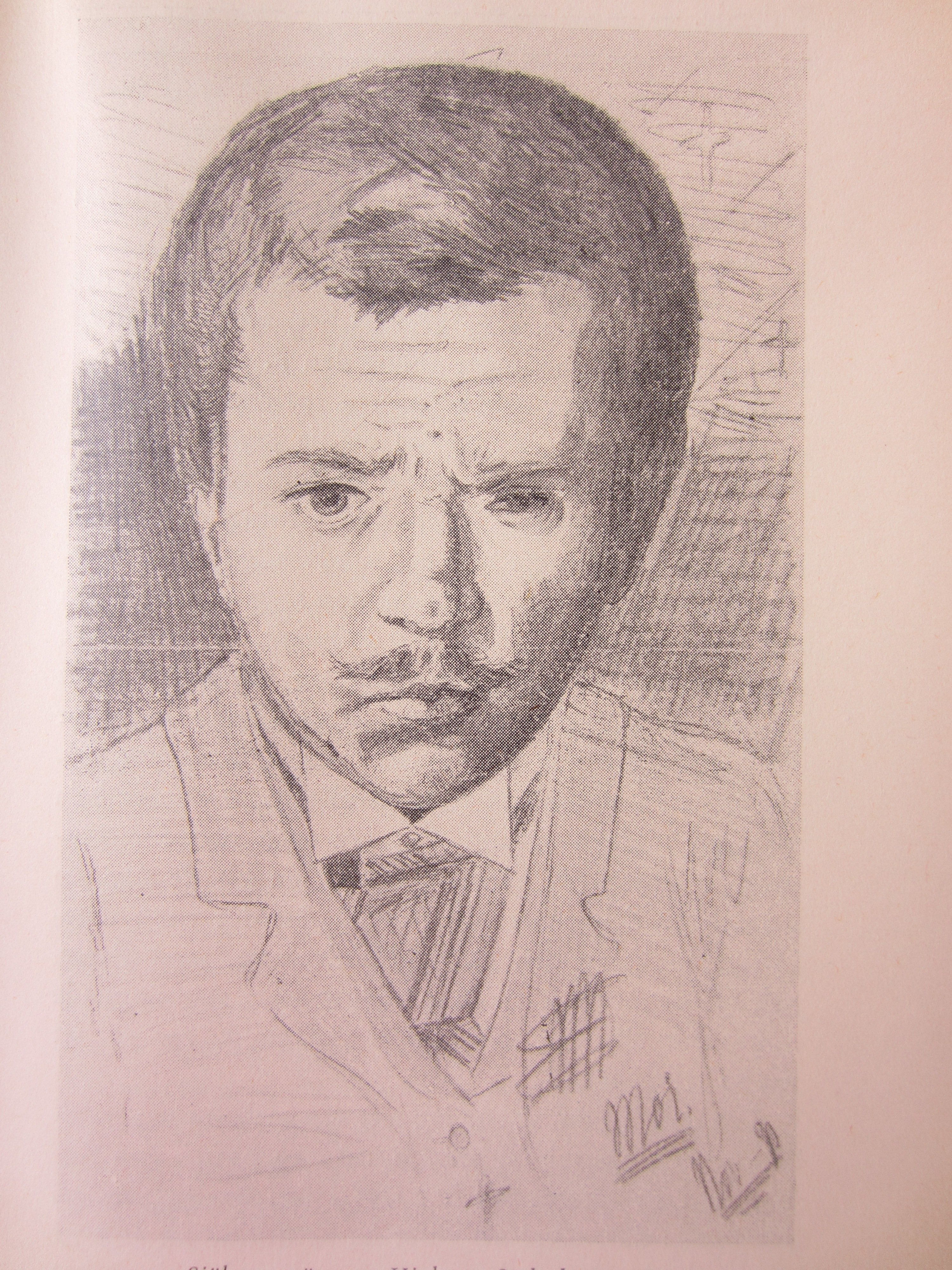
Яльмар Сёдерберг. 1890 год
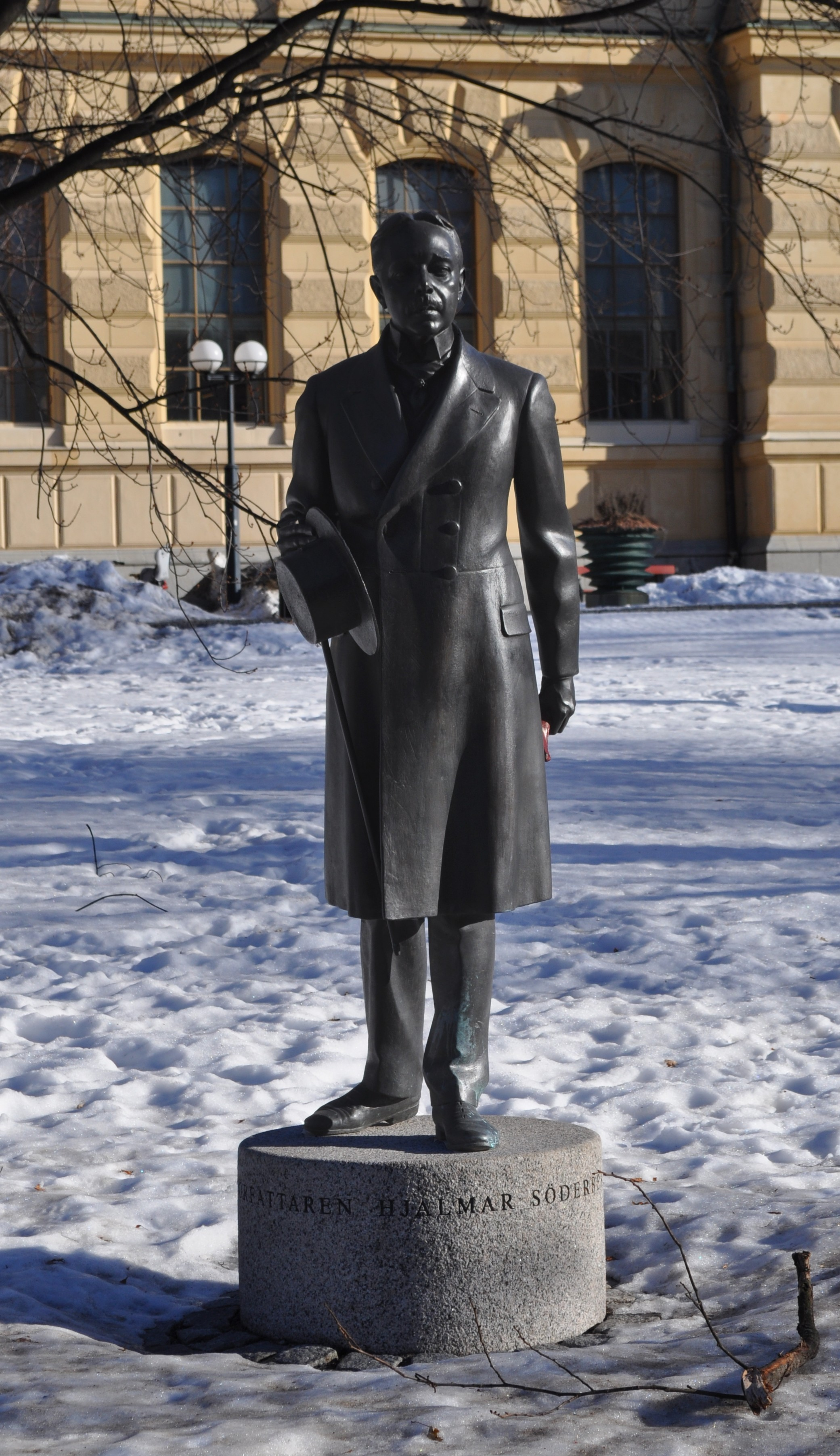
Памятник Сёдербергу в Хумлегордене
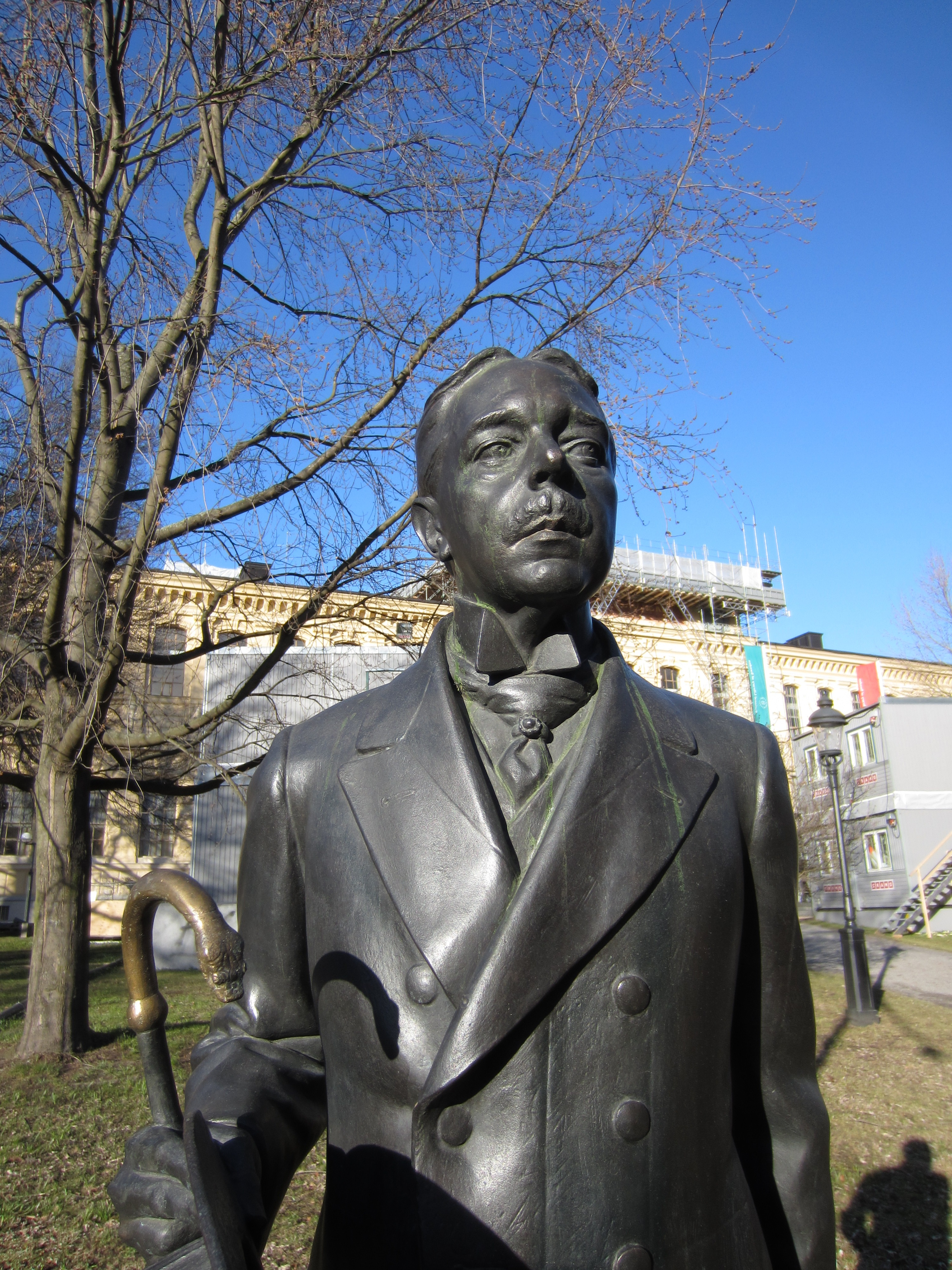
Памятник Сёдербергу в Стокгольме

## Избранная библиография
- 1895 — «Заблуждения» (Förvillerser)
- 1895 — «Оскар» Левертин (Oscar Levertin)
- 1898 — «Миниатюры» (Historietter)
- 1901 — «Юность Мартина Бирка» (Martin Bircks ungdom)
- 1905 — «Доктор Глас» (Doktor Glas, роман, четырежды экранизирован, в т.ч. Май Сеттерлинг, 1968)
- 1906 — «Гертруда» (Gertrud, драма, экранизирована в 1964, реж. Карл Теодор Дрейер)
- 1912 — «Серьёзная игра» (Den allvarsamma leken, роман, дважды экранизирован, над новой экранизацией с 2012 работает Лоне Шерфиг, фильм должен выйти на экраны в 2013)
- 1928 — «Иисус Варавва» (Jesus Barabbas)
- 1942 — «Последняя книга» (Sista boken)
- 1943 — «Избранное» (Samlade verk)
- 1968 — «Дорогой Ялле, дорогой Бу» (Kära Hjalle, kära Bo)

## Публикации на русском языке
- Доктор Глас. Серьезная игра. — М.: Художественная литература, 1971. — 304 с.